# Sara Morganti
Sara Morganti (nacida el 21 de marzo de 1976) es una atleta paraecuestre italiana. A lo largo de su carrera, ha conseguido importantes logros, incluyendo una medalla de plata y tres medallas de bronce en los Juegos Paralímpicos. Estos logros la han llevado a hacer historia, al convertirse en la primera y, hasta ahora, única deportista italiana en obtener medallas paralímpicas en la disciplina de equitación adaptada para Italia. Su trayectoria no solo la ha consolidado como una referente en el deporte, sino también como un ejemplo de superación y excelencia en el ámbito paralímpico.

### Inicios de sus años
Sara Morganti nació el 21 de marzo de 1976 en Castelnuovo di Garfagnana, en la región de Toscana, Italia.  A los 19 años, en 1995, fue diagnosticada con esclerosis múltiple. Estudió lenguas extranjeras en la Universidad de Pisa, donde se graduó con honores (110 cum laude, la calificación más alta).   En 1998, contrajo matrimonio con Stefano Meoli, quien también se dedica al mundo ecuestre.

### Carrera.
Morganti ha montado al caballo Royal Delight desde los Juegos Paralímpicos de Londres 2012. En 2014, fue el Atleta del Mes de Allianz.  A partir de 2018, ha sido presidenta de la Comisión Nacional de Atletas Paralímpicos, del Comité Paralímpico Italiano.
En 2021, Sara y Royal Delight compitieron en los Juegos Paralímpicos de verano de 2020, en Ecuestre, ganando el 27 de agosto la primera medalla de bronce paralímpica ecuestre para Italia en la prueba del campeonato individual, y el 30 de agosto otro bronce en la prueba de estilo libre individual.
En 2024, Morganti y su yegua Mariebelle participaron en los Juegos Paralímpicos de París. El 3 de septiembre ganaron una medalla de bronce en la prueba del campeonato individual con una puntuación de 74,625%, y el 7 de septiembre ganaron la primera plata ecuestre paralímpica para Italia en la prueba de estilo libre individual con una puntuación de 81,407%.